# 红墙绿瓦之残阳
《红墙绿瓦之残阳》(又名《宫锁秘史》)，台灣改名為《大清后宮傳》，香港改名為《恭親王》，2013年中国大陆播出的古装剧，导演李成儒、陈燕民，主演李诚儒、陈莉娜、朱紫汶、杨子骅、王玥波、郭晓小、闫洁。2013年10月16日国内视频网上缐，2014年4月30日八大第一台週一至週五晚間8點及2015年香港有線電視海外播出。

## 剧情
清朝道光皇帝平庸无能，鸦片战争之后，册立储君，他看中重视仁义的奕詝和智勇的奕訢，最终奕詝当了皇帝，是为咸丰皇帝，而奕訢則被封為和碩恭亲王。咸丰皇帝好女色，对西方列强毫无见地，面对西方列强大肆侵略，自己把朝政交给了两宫太后和恭亲王。
英法聯軍之際，咸丰皇帝連忙出逃热河行宫，不久之后即驾崩。是年，懿貴妃之子載淳繼位為同治皇帝，两宫太后垂簾聽政，欲让恭亲王輔佐朝政，卻遭軍機權臣肅順等人掣肘。為鞏固手中權柄，慈禧太后於咸豐移靈之時發動政變並成功，授予恭王攝政，他深知西方科技的进步和制度的优越，于是开放通商口岸，互通有无，学习西方科学知识和技术，并且迎来了短暂的同光中兴。
十年後，隨同治親政在即，慈禧深感權力旁落，與同治、慈安和恭親王之間的嫌隙日益深厚，於是引發守舊與洋務兩派的政治鬥爭。後同治皇帝因與母后決裂憂憤而死，兩宮再立年僅三歲的奕譞幼子載湉為帝，是為光緒皇帝。
然在東太后慈安撒手人寰後，慈禧太后獨攬大權，列強對華乃野心勃勃，清朝走向桑榆晚景。至於恭王為遠離宮鬥紛擾，而居戒臺寺安享晚年。歷經四朝權力更迭，他，面對大清帝國的式微卻無能努力，僅管如此，歷史的輪軸仍持續地轉動著…

## 演出
| 演员           | 角色          | 粤语配音 |
| 李成儒         | 爱新觉罗·奕訢 | 羅偉亮   |
| 朱紫汶         | 慈禧太后      | 鄭家蕙   |
| 陈莉娜         | 慈安太后      | 王慧珠   |
| 蒋恺 青年:韓棟 | 咸丰帝        | 黃志明   |
| 杨子骅         | 爱新觉罗·肃顺 | 蘇裕邦   |
| 王玥波         | 和硕惇亲王    | 李家傑   |
| 郭晓小         | 安德海        | 李家傑   |
| 闫洁           | 瑞竹          | 王慧珠   |
| 李舒桐         | 瓜尔佳氏      | 王夢華   |
| 王友来         | 爱新觉罗·载垣 |          |
| 孙瀚文         | 爱新觉罗·载淳 |          |

## 制作
该剧在浙江省横店影视城拍摄。